# احمد عطایی
احمد عطایی (زاده ۱۲۹۸ در تهران - درگذشته ۳۰ شهریور ۱۳۹۲ در تهران) از پیشگامان صنعت نشر در ایران و مؤسس انتشارات عطایی بود.

## زندگی‌نامه
احمد عطایی در سال ۱۲۹۸ در یکی از محلات جنوبی تهران در حوالی میدان مولوی به دنیا آمد. او در سال ۱۳۱۵ خورشیدی انتشارات عطایی را تأسیس کرد و قبل از انقلاب عضو هیئت مدیره اتحادیه ناشران تهران بوده‌است.
به گفته فرزندش بهروز عطایی مدیر کنونی انتشارات عطایی، احمد عطایی تا زمان پیروزی انقلاب بیش از ۱۰۰۰ کتاب در حوزهٔ عمومی از جمله کتاب‌هایی از سعید نفیسی و باستانی پاریزی منتشر کرده بود. خط سوم (ناصرالدین صاحب‌الزمانی)، در مکتب استاد (سعید نفیسی) و نای هفت بند (محمدابراهیم باستانی پاریزی) از جمله آثار شاخص انتشارات عطایی در دوره مدیریت احمد عطایی بوده‌است.
داوود رمضان‌شیرازی از مدیران اتحادیه ناشران و کتاب‌فروشان تهران او را در عرصه نشر همردیف عبدالرحیم جعفری مؤسس انتشارات امیرکبیر می‌داند.
وی پدر امید عطایی‌فرد پژوهشگر ایران باستان و مجید عطایی، مدیر مؤسسه انتشارات آشیانه کتاب می‌باشد.
احمد عطایی صبح شنبه ۳۰ شهریور ۱۳۹۲ بر اثر کهولت سن درگذشت.